# À 20 ans (album)
À 20 ans(fr. 20 lat) to druga płyta francuskiej wokalistki Amel Bent wydany w 2007 roku nakładem Jive Records. Na płycie znalazł się między innymi cover utworu "Eye of the Tiger".

## Lista utworów
1. "Nouveau Français"
2. "J'ai changé d'avis"
3. "À 20 ans"
4. "Chanson pour papa"
5. "Compliquée"
6. "Tu n’es plus là"
7. "Croyez on moi"
8. "Comme tous les soirs"
9. "Désolée"
10. "Si tu m'entends"
11. "Scandale"
12. "Je reste seule"
13. "Eye of the Tiger"